# 黄花岩黄耆
黄花岩黄耆（学名：Hedysarum citrinum）为豆科岩黄耆属下的一个种。

## 扩展阅读
- 維基物種上的相關：黄花岩黄耆